# Fabbrica Curone
Fabbrica Curone är en ort och kommun i provinsen Alessandria i regionen Piemonte i Italien. Kommunen hade 610 invånare (2018).